# Wu Jingyu
Wu Jingyu (en chino: 吴 静钰; Jingdezhen, 1 de febrero de 1987) es una deportista china que compite en taekwondo.
Participó en cuatro Juegos Olímpicos de Verano, entre los años 2008 y 2020, obteniendo en total dos medallas de oro, en Pekín 2008 y Londres 2012, ambas en la categoría de –49 kg. En los Juegos Asiáticos consiguió tres medallas entre los años 2006 y 2014.
Ganó cinco medallas en el Campeonato Mundial de Taekwondo entre los años 2007 y 2019, y cuatro medallas en el Campeonato Asiático de Taekwondo entre los años 2006 y 2012.

## Palmarés internacional
| Juegos Olímpicos    | Juegos Olímpicos             | Juegos Olímpicos  | Juegos Olímpicos |
| Año                 | Lugar                        | Medalla           | Categoría        |
| ------------------- | ---------------------------- | ----------------- | ---------------- |
| 2008                | Pekín (China)                | Medalla de oro    | –49 kg           |
| 2012                | Londres (Reino Unido)        | Medalla de oro    | –49 kg           |
| Campeonato Mundial  |                              |                   |                  |
| Año                 | Lugar                        | Medalla           | Categoría        |
| 2007                | Pekín (China)                | Medalla de oro    | –47 kg           |
| 2009                | Copenhague (Dinamarca)       | Medalla de bronce | –49 kg           |
| 2011                | Gyeongju (Corea del Sur)     | Medalla de oro    | –49 kg           |
| 2015                | Cheliábinsk (Rusia)          | Medalla de plata  | –49 kg           |
| 2019                | Mánchester (Reino Unido)     | Medalla de plata  | –49 kg           |
| Juegos Asiáticos    |                              |                   |                  |
| Año                 | Lugar                        | Medalla           | Categoría        |
| 2006                | Doha (Catar)                 | Medalla de oro    | –47 kg           |
| 2010                | Cantón (China)               | Medalla de oro    | –49 kg           |
| 2014                | Incheon (Corea del Sur)      | Medalla de bronce | –53 kg           |
| Campeonato Asiático |                              |                   |                  |
| Año                 | Lugar                        | Medalla           | Categoría        |
| 2006                | Bangkok (Tailandia)          | Medalla de plata  | –47 kg           |
| 2008                | Luoyang (China)              | Medalla de plata  | –51 kg           |
| 2010                | Astaná (Kazajistán)          | Medalla de oro    | –49 kg           |
| 2012                | Ciudad Ho Chi Minh (Vietnam) | Medalla de oro    | –53 kg           |